# Cladius grandis
Cladius grandis är en stekelart som först beskrevs av Audinet-serville 1823.  Cladius grandis ingår i släktet Cladius, och familjen bladsteklar. Arten är reproducerande i Sverige.